# Maurice Mathieu (football)
Pour les articles homonymes, voir Mathieu et Maurice Mathieu.
Maurice Mathieu, né le 27 mars 1891 et mort le 16 juillet 1981, est un footballeur international français.

## Biographie
Son poste de prédilection est défenseur. Il ne compte que deux sélections en équipe de France de football :
- Hongrie-France au Üllöi Ut à Budapest en 1914,
- Belgique-France au Stade du Vivier d'Oie à Bruxelles en 1919[2].

### Clubs successifs
- Red Star
- CASG

### Carrière
Maurice présente la particularité d'avoir joué le dernier match précédant la Première Guerre mondiale et le premier match de l'après-guerre. Entre les deux dates, cinq longues années de sang et de fureur s'étaient écoulées et l'arrière droit, complice de Gabriel Hanot et de Lucien Gamblin, avait sauvé sa peau et sa place.
Au lendemain de la guerre, il est transféré au Racing Club de Roubaix et obtient la gérance d'un garage. Coupable de détournements et de vols, il est condamné à plusieurs reprises.